# Uroctea durandi
Uroctea durandi Latreille, 1809 è un ragno appartenente alla famiglia Oecobiidae.

## Distribuzione
La specie è stata reperita in diverse località della regione mediterranea.

## Tassonomia
Non sono stati esaminati esemplari di questa specie dal 2009.
Attualmente, al dicembre 2013, non sono note sottospecie.